# Bergpiplärka
Bergpiplärka (Anthus hoeschi) är en fågel i familjen ärlor inom ordningen tättingar.

## Utseende och läte
Bergpiplärkan är en stor och mörk piplärka med kraftigt streckad kropp och skäraktigt längst in på nedre näbbhalvan. Liknande afrikansk piplärka har i stället gult på näbben där bergpiplärkan är skär, vita (ej beigefärgade) yttre stjärtpennor och mindre kraftigt streckad kropp. Det senare gäller även svedjepiplärkan som dessutom har längre stjärt. Flyktlätet är ett tvåstavigt "chiREE", långsammare och djupare än hos andra piplärkor.

## Utbredning och systematik
Fågeln förekommer enbart i södra Afrika, i Drakensberg i Sydafrika (södra KwaZulu-Natal, norra Östra Kapprovinsen och allra nordöstligaste Fristatsprovinsen) samt i Lesotho. Efter häckningen flyttar den till östra Angola, södra Demokratiska republiken Kongo och nordvästra Zambia. Den behandlas som monotypisk, det vill säga att den inte delas in i några underarter.

### Släktestillhörighet
DNA-studier visar att arterna i släktet Anthus inte står varandra närmast, där typarten för släktet ängspiplärkan står närmare piplärkorna i Macronyx än bergpiplärka med släktingar. Det medför att bergpiplärka antingen kommer föras till ett annat släkte i framtiden, eller att Macronyx inkluderas i Anthus. Inga större taxonomiska auktoriteter har dock ännu implementerat dessa nya forskningsresultat.

## Levnadssätt
Bergpiplärkan häckar i alpina busk- och gräsmarker på över 2000 meters höjd. Där ses den springa mellan buskar på marken eller ibland sitta i en busktopp under sången. Den har även en böljande och utdragen sångflykt.

## Status
Bergpiplärkan är en fåtalig art med ett uppskattat bestånd på endast mellan 2 500 och 10 000 vuxna individer. Den minskar möjligen också i antal. IUCN kategoriserar arten som nära hotad.

## Namn
Fågelns vetenskapliga artnamn hedrar Walter Hoesch (1896-1961), tysk bonde, naturforskare och samlare av specimen, boende  i Namibia 1930-1961.